# Катастрофа Boeing 737 під Сан-Сальвадором
Катастрофа Boeing 737 під Сан-Сальвадором — велика авіаційна катастрофа, що сталася увечері середи 9 серпня 1995 року. Пасажирський авіалайнер Boeing 737-2H6 гватемальської авіакомпанії Aviateca (літак належав сальвадорській авіакомпанії TACA) виконував плановий рейс GUG901 за маршрутом Маямі — Гватемала — Сан-Сальвадор — Манагуа — Сан-Хосе, але при заході на посадку в Сан-Сальвадорі врізався в схил вулкану Сан-Вісенте у 24 км від аеропорту Комалапа (Сальвадор). Загинули всі 65 людей, що знаходилися на його борту (58 пасажирів і 7 членів екіпажу).
На 2022 рік катастрофа рейсу 901 залишається найбільшою (за кількістю загиблих) в історії Сальвадору.

## Літак

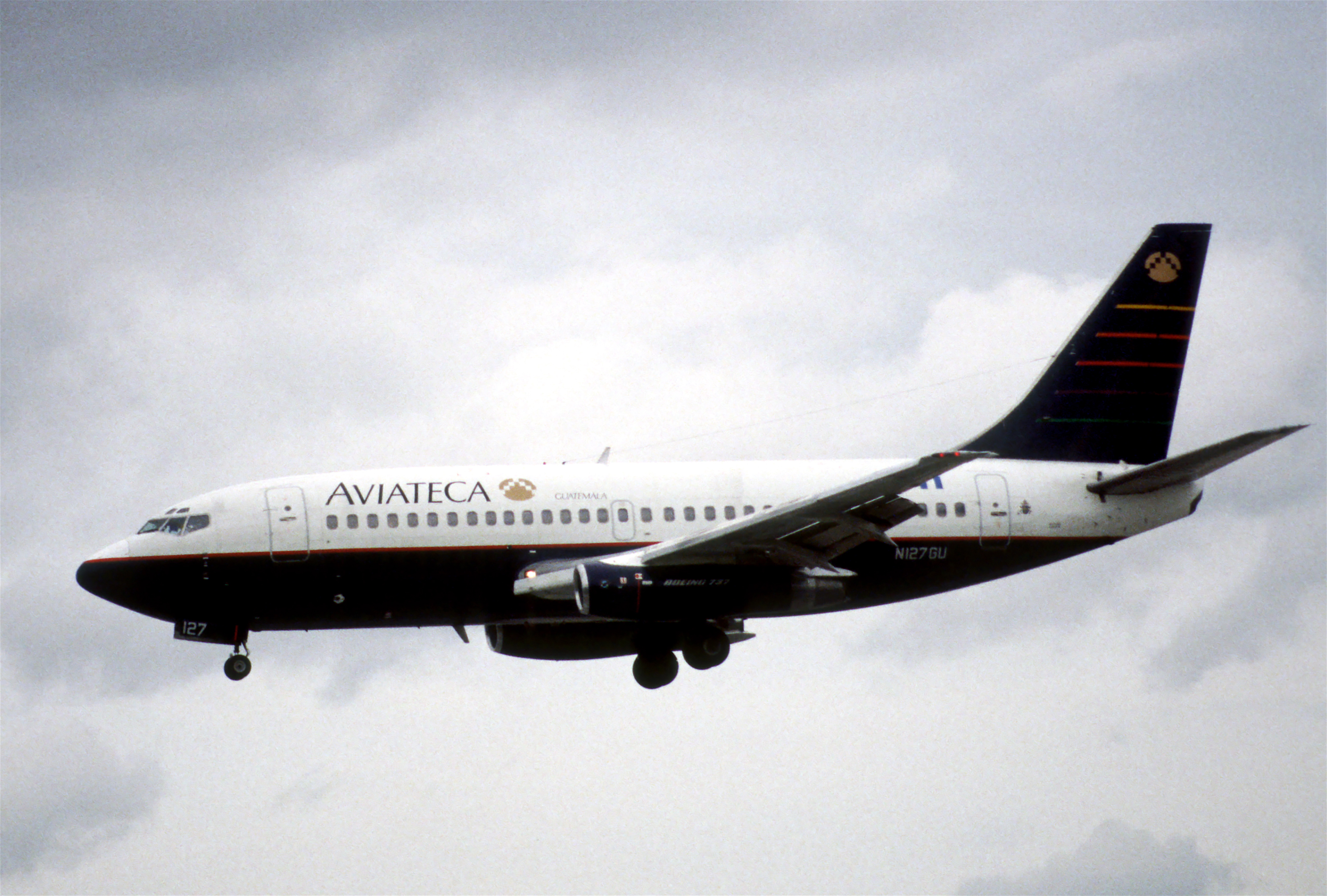
Boeing 737—200 авіакомпанії Avianca Guatemala — ідентичний до того, що зазнав катастрофи (борт N127GU)

Boeing 737-2H6 (реєстраційний номер N125GU, заводський 23849, серійний 1453) був випущений заводом компанії «Boeing» у Рентоні (Вашингтон) в 1987 році (перший політ здійснив 26 вересня). 8 жовтня того ж року авіалайнер було передано малайзійській авіакомпанії Malaysia Airlines, у якій отримав бортовий номер 9M-MBM. 11 грудня 1993 року літак було передано в лізинг сальвадорській авіакомпанії TACA, у своїй його б/н змінився на N125GU. 1 січня 1994 року його було здано в оренду гватемальській авіакомпанії Aviateca. Оснащений двома турбореактивними двигунами Pratt & Whitney JT8D-15A. На день катастрофи 7-річний авіалайнер здійснив 20 323 цикли «зліт-посадка» і налітав 16 645 годин.

## Екіпаж та пасажири
Склад екіпажу рейсу GUG901 був таким:
- Командир повітряного судна (КПС) — 39-річний Аксель Байрон М. Еррера (ісп. Axel Byron M. Herrera). Досвідчений пілот в авіакомпанії Aviateca пропрацював 9 років (з 1986 року). На посаді командира Boeing 737 — з 9 січня 1990 року. Налітав 9828 годин.
- Другий пілот — 36-річний Віктор Франческо С. Сальгеро (ісп. Victor Francesco S. Salguero). Досвідчений пілот в авіакомпанії Aviateca пропрацював 3 роки (з 1992 року). На посаді другого пілота Boeing 737 — з 22 травня 1992 року. Налітав 4696 годин.

У салоні літака працювали троє бортпровідників:
- Маріо Рікардо Е. Кастельянос (ісп. Mario Ricardo E. Castellanos);
- Сільвія Роксана Е. де Мазарієгос (ісп. Silvia Roxana H. de Mazariegos);
- Клаудія Ескобар де Паласіос (ісп. Claudia Escobar de Palacios).

Також у складі екіпажу були 2 працівники авіакомпанії Aviateca — Моніко Гатіка (ісп. Monico Gatica) та Самуель Монсон (ісп. Samuel Monzon).
| Громадянство | Пасажири | Екіпаж | Всього |
| ------------ | -------- | ------ | ------ |
| США          | 5        | 0      | 5      |
| Гватемала    | 11       | 7      | 18     |
| Мексика      | 16       | 0      | 16     |
| Нікарагуа    | 5        | 0      | 5      |
| Данія        | 2        | 0      | 2      |
| Коста-Рика   | 4        | 0      | 4      |
| Норвегія     | 6        | 0      | 6      |
| Бразилія     | 2        | 0      | 2      |
| Не вказано   | 7        | 0      | 7      |
| Всього       | 58       | 7      | 65     |

## Хронологія подій
Boeing 737-2H6 борт N125GU виконував плановий рейс GUG901 з Маямі до Сан-Хосе з проміжними посадками у Гватемалі, Сан-Сальвадорі та Манагуа. Перша частина маршруту (Маямі — Гватемала) пройшла без пригод. Рейс 901 вилетів із Гватемали о 19:48 і взяв курс на Сан-Сальвадор, слідуючи повітряною трасою G346; на його борту знаходилися 7 членів екіпажу та 58 пасажирів.
О 20:08 пілоти зв'язалися з авіадиспетчерською службою аеропорту Комалапа. Авіадиспетчер повідомив їм, що над аеропортом гроза з проливним дощем і дав вказівку пролетіти над грозовим фронтом і почати захід на посадку за вітром, щоб приземлитися на злітну смугу № 07, але при цьому пілоти та авіадиспетчер не знали точне місцеперебування літака. Коли лайнер почав розворот, він потрапив у той самий грозовий фронт, над яким він пролітав. На висоті 1524 метрів у кабіні екіпажу спрацював сигнал GPWS про небезпечне зближення із землею. Пілоти спробували змінити курс і розпочали набір висоти, але о 20:14 за місцевим часом рейс GUG901 врізався у схил вулкана Сан-Вісенте на висоті 1800 метрів над рівнем моря і повністю зруйнувався. Усі 65 осіб, що перебували на його борту, загинули.

## Розслідування
Розслідування причин катастрофи рейсу GUG901 проводило головне сальвадорське управління повітряного транспорту (ісп. Dirección General De Transporte Aéreo, AAC).
Остаточний звіт розслідування було опубліковано 6 жовтня 1995 року, лише через два місяці після катастрофи.
Згідно зі звітом, ймовірною причиною катастрофи стали численні помилки екіпажу — пілоти не побачили схил вулкана через дощ, і потім вирішили знизитися нижче за безпечну висоту при заході на посадку. Супутнім фактором стало непорозуміння між екіпажем та авіадиспетчером, що призвело до видачі авіадиспетчером невірних вказівок щодо заходу на посадку.
Також вважалося, що причиною катастрофи стала неефективна програма управління ресурсами екіпажу в авіакомпанії Aviateca.